# M-1 (samolot)
M-1 (Szcz-1) – rosyjska łódź latająca, pierwszy tego typu rosyjski samolot. 

## Historia
W 1913 roku D. Grigorowicz, kierownik zakładu lotniczego S.S. Szczetinina i M.A. Szczerbakowa w Petersburgu, zajmującego się remontami francuskich wodnosamolotów, opracował konstrukcję rosyjskiej łodzi latającej. Otrzymał on oznaczenie M-1 (skrót od Morski).
Gotowy samolot był w grudniu 1913 roku, lecz oblot jego nastąpił dopiero 1 czerwca 1914 roku. Po kilku dniach tj. 6 czerwca 1914 roku został przyjęty na wyposażenie lotnictwa morskiego rosyjskiej marynarki wojennej, gdzie otrzymał oznaczenie Szcz-1 (ros. Щ-1 – skrót od nazwisk właścicieli wytwórni). 
Następnie został przekazany do 2 bazy lotniczej w Kilkondzie na wyspie Ezel. Tam w dniu 2 grudnia 1914 roku samolot pilotowany przez por. A. Tuczkowa uległ katastrofie. Samolot po katastrofie został porzucony jako nie nadający się do naprawy.
Samolot ten stał się natomiast podstawa do budowy kolejnych samolotów D. Grigorowicz.

## Użycie w lotnictwie
Samolot M-1 (Szcz-1) był używany w lotnictwie Floty Bałtyckiej do czasu, gdy został rozbity 2 grudnia 1914 roku. 

## Opis techniczny
Samolot M-1 był dwupłatowom łodzią latającą o konstrukcji drewnianej, kryty płótnem. 
Kadłub miał kształt łodzi, gdzie w przedniej części znajdowały się dwie kabiny umieszczone w tandemie. Do kadłuba były zamocowane krótsze dolne skrzydła, natomiast dłuższe górne skrzydła zamocowane stalowymi cięgami z dolnym skrzydłem i kadłubem. W środku górnego skrzydła została umieszczona gondola z silnikiem napędzającym śmigło pchające.
Napęd stanowiły silnik rotacyjny o mocy 80 KM.